# Colmar Tropicale
Pour les articles homonymes, voir Colmar (homonymie).
Colmar Tropicale est une station touristique et hôtelière, située à Berjaya Hills Resort, à Bukit Tinggi, Pahang (en) en Malaisie. Le lieu imite le centre-ville de la commune française de Colmar ainsi que le dolder de Riquewihr.